# Soga y tizón

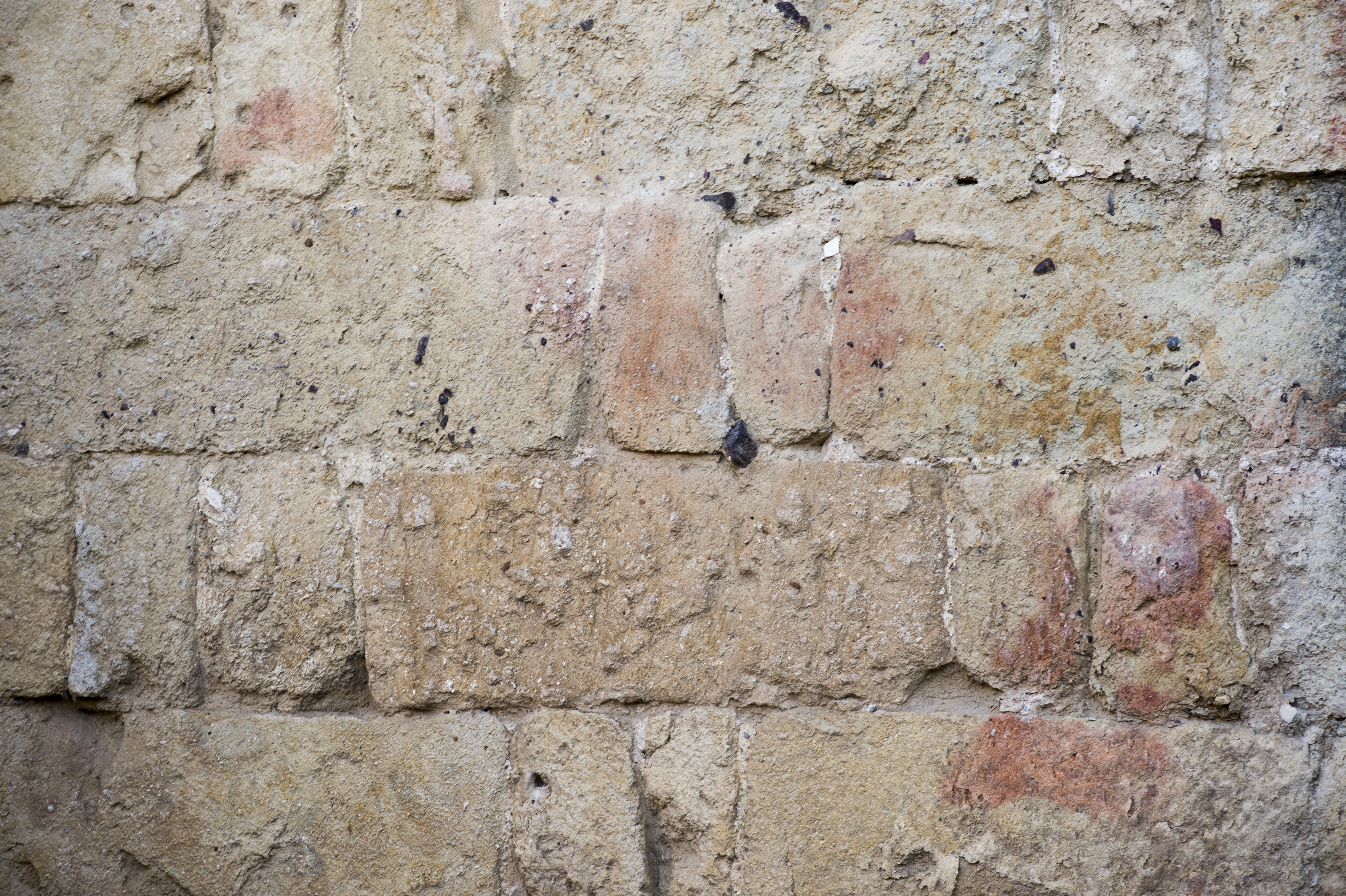
Muro construido a soga y tizón con el procedimiento de una soga y dos tizones (Medina Azahara, Córdoba, siglo X).

En un aparejo de construcción se denomina a soga a la disposición de los sillares o bloques colocados en la horizontal por su lado más largo para formar una estructura (muros o paredes), mientras que a tizón lo es en el lado más corto.
La combinación de ambas es conocida como a soga y tizón, en la que los sillares se van alternando: unos por su lado más largo (soga) y otros por el más corto (tizón). Muy utilizado en la arquitectura hispanomusulmana. La alternancia puede ser de una soga y un tizón, una soga y dos tizones, etc.
|  |  |

|  |  |

- El contenido de este artículo incorpora material de una entrada de la Enciclopedia Libre Universal, publicada en español bajo la licencia Creative Commons Compartir-Igual 3.0.

- Datos: Q9078587